# Mariken van Nieumeghen (hoorspel)
Mariken van Nieumeghen is een hoorspel naar een anoniem mirakelspel (ca. 1515). De NCRV zond het uit op vrijdag 26 september 1969 (met herhalingen op maandag 29 mei 1970 en maandag 25 juni 1973). De muzikale omlijsting werd verzorgd door Hans Verzijl (luit) en Marijke Ferguson, Karin Bouman & Hans Verzijl (kromhoorn-ensemble). De regisseur was Johan Wolder. De uitzending duurde 83 minuten.

## Rolbezetting
- Els Buitendijk (Mariken, ook wel Emmeken genoemd)
- Jeroen Krabbé (Moenen, die duvel)
- Paul van der Lek (die oom)
- Corry van der Linden (die moeie)
- Dick Scheffer (die paus)
- Donald de Marcas (die borgher)
- Floor Koen & Jos van Turenhout (twee ghesellen)
- Cees van Ooyen (die cnape)
- Hans Veerman (Masscheroen)
- Martin Simonis (God)
- Mieke Lelieveld (Ons lieve Vrouwe)
- Hans Karsenbarg (de proloogzegger)

## Inhoud
De achtergrond van de handeling is het bonte leven in Nijmegen en Antwerpen. Mariken wordt verleid door een duivel in mensengedaante, de eenogige Moenen. Na zeven jaar samenzijn komt zij, door het bijwonen van een vertoning van het wagenspel Masscheroen, tot inkeer. Zij biecht bij de paus, krijgt drie zware ringen om hals en armen te dragen en doet daarna boete in een klooster, waar na een aantal jaren een engel haar ringen afdoet ten bewijze dat zij voorgoed vergiffenis heeft gekregen.